# 金馬路 (多倫多)
金馬路是加拿大安大略省多倫多的一條道路，以1797年移居上加拿大的德裔定居者雅各·金馬（Jacob Kummer）的名字命名，並於1819年在當河（Don River）上建造了一座磨坊。通往這座磨坊的道路便被叫做金馬路，名稱來自其姓氏的英國化變體。這條路由央街向東延伸，是德魯里路（Drewry Avenue，由巴佛士街開始）的延續。金馬路在穿過當河時向北彎曲，返回東部並在里斯利街（Leslie Street）結束。它繼續向東沿麥尼高路（McNicoll Avenue）延伸至士嘉堡的塔士閣道（Tapscott Road）。